# Porto di Portland

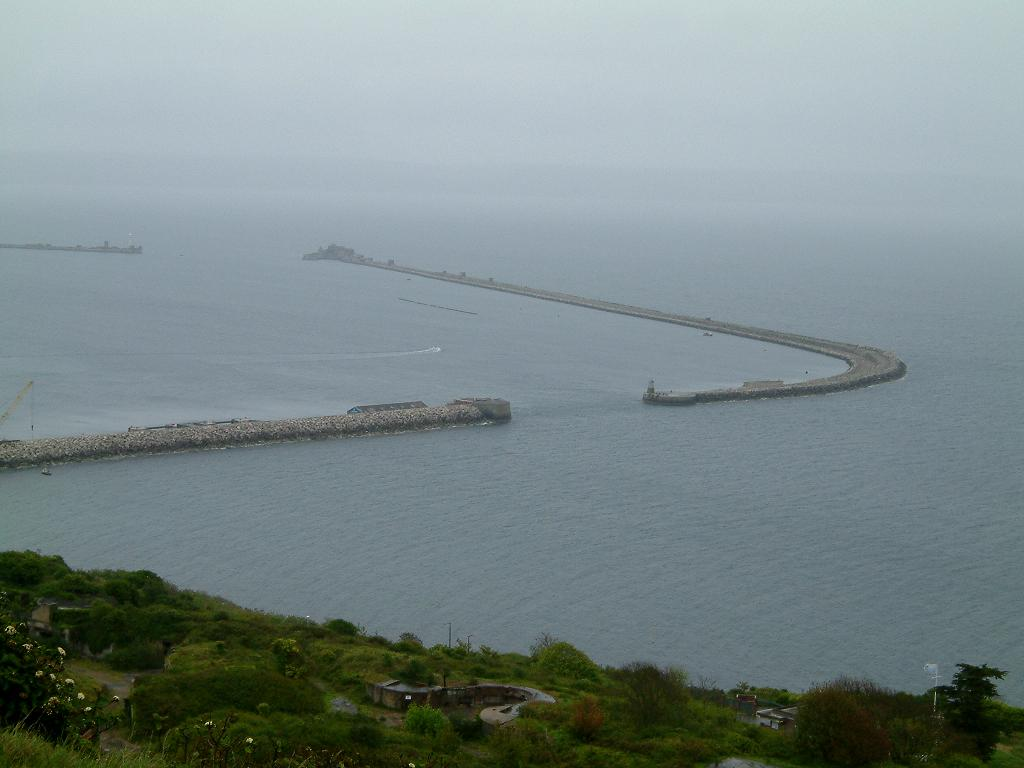
Ingressi meridionali e orientali del porto di Portland che guardano a nord-est dall'isola di Portland attraverso la baia di Balaclava. Il colore scuro dell'acqua tra i due frangiflutti in primo piano indica la posizione della corazzata affondata.

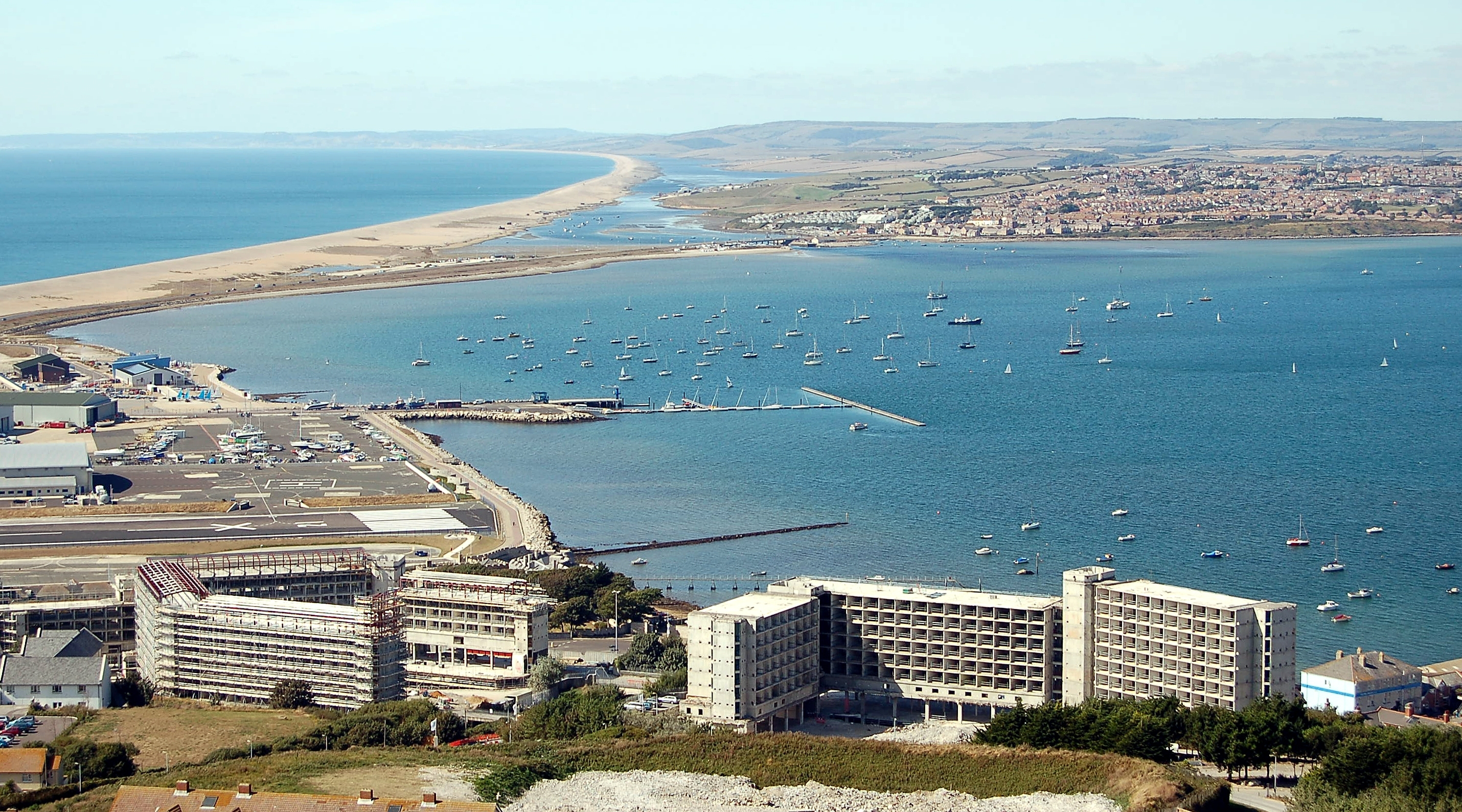
Il lato occidentale del porto con Chesil Beach, Lyme Bay e la Fleet Lagoon sullo sfondo.

Il porto di Portland si trova accanto all'isola di Portland, Dorset, sulla costa meridionale dell'Inghilterra. La costruzione del porto iniziò nel 1849; quando venne completato nel 1872, la sua superficie di 520 ettari (1 300 acri) ne fece il più grande porto artificiale del mondo, e rimane uno dei più grandi al mondo oggi. È naturalmente protetto da Portland a sud, da Chesil Beach a ovest e dal Dorset continentale a nord. Consiste di quattro frangiflutti — due meridionali e due settentrionali. Questi hanno una lunghezza totale di 4,57 km (2,84 miglia) e racchiudono circa 1 000 ettari (2 500 acri) d'acqua.
Il porto di Portland venne costruito dall'Ammiragliato come struttura per la Royal Navy (sebbene l'accesso fosse consentito anche alle navi mercantili); l'11 dicembre 1923 venne formalmente designata HM Naval Base (HMNB) Portland e continuò a servire come tale fino alla chiusura nel 1995.

## Storia

### La creazione del porto di rifugio (1844–1872)
Il porto originale era naturalmente protetto dalla costa meridionale dell'Inghilterra, Chesil Beach e dall'Isola di Portland, fornendo rifugio alle navi contro le intemperie in tutte le direzioni tranne che a est. Il porto era già stato utilizzato dalle navi per secoli quando, nel XVI secolo, il re Enrico VIII costruì il castello di Portland ed il castello di Sandsfoot per difendere l'ancoraggio. Spinto dall'espansione del porto navale francese di Cherbourg, proprio di fronte al Canale, la Royal Navy stabilì una base a Portland nel 1845 e l'anno precedente venne approvato dal parlamento un piano per trasformare il porto in un rifugio. Portland fu il primo ancoraggio navale progettato specificamente per la nuova marina a vapore. Analoghi porti di rifugio sarebbero stati costruiti ad Alderney, Dover, Holyhead, e successivamente (in risposta all'aumento della minaccia navale dalla Germania) a Peterhead.
La costruzione dei due frangiflutti iniziò nel 1849 quando Sua Altezza Reale il Principe Alberto pose la prima pietra il 25 luglio. Progettato dall'ingegnere James Meadows Rendel, il lavoro venne svolto sotto l'ingegnere civile John Towlerton Leather, con Rendel come ingegnere capo (fino alla sua morte nel 1856) e John Coode come ingegnere residente. Durante il 1848, venne istituita l'HM Prison Portland per fornire manodopera carceraria per estrarre la pietra necessaria per costruire i frangiflutti e le difese del porto. Conosciute come le cave dell'Ammiragliato, fornivano 10.000 tonnellate di pietra a settimana. I frangiflutti vennero dichiarati completati da Sua Altezza Reale Edoardo il Principe di Galles il 10 agosto 1872. Importante progetto governativo, i lavori di costruzione erano diventati la più grande attrazione turistica del Dorset dell'epoca.

### La costruzione delle difese
I primi frangiflutti meridionali vennero costruiti tra il 1849 e il 1872; nel frattempo vennero create varie difese a difesa del porto. La Cittadella di Verne, progettata dal capitano Crosman R.E., venne costruita a Verne Hill tra il 1860 e il 1881: la fortezza di 56 acri era progettata per 1000 soldati e aveva postazioni di artiglieria rivolte verso il mare su tre lati. Sotto il lato orientale della cittadella, l'East Weare Battery venne costruita durante il 1860, insieme alla caserma di detenzione East Weare Camp. All'estremità del frangiflutti interno c'era l'Inner Pierhead Fort e sul frangiflutti esterno il circolare Breakwater Fort. Sul lato del porto di Weymouth, alla fine della Penisola di Nothe, venne costruito e completato nel 1872 il Nothe Fort. Nel 1892, venne costruita in una cava in disuso vicino alla Cittadella di Verne la Verne High Angle Battery, ma venne dismessa nel 1906.
Nell'ambito di ulteriori lavori di difesa contro la minaccia di un attacco di siluri, tra il 1893 e il 1906 venne eseguita la costruzione dei due frangiflutti settentrionali del porto. Nel 1902 vennero costruite ulteriori difese, tra cui Upton Fort ad Osmington e Blacknor Fort sul lato occidentale di Portland. Nel 1903, l'East Weares Rifle Range serviva la marina e altri soldati militari sul versante orientale dell'isola. Nel 1905, il Portland Breakwater Lighthouse venne eretto all'estremità meridionale del frangiflutti nord-est, dove continua a funzionare ancora oggi.

### Lo stabilimento della Royal Navy
Il porto era concepito principalmente come stazione di rifornimento per la Royal Navy, essendo opportunamente equidistante dalle due basi principali della Royal Navy a Portsmouth e a Devonport; tuttavia era anche la sede del Channel Squadron, riformato di recente nel 1858. Nel XX secolo, Portland divenne sempre più famosa per le sue strutture di formazione e ricerca.

### Gli impianti di rifornimento

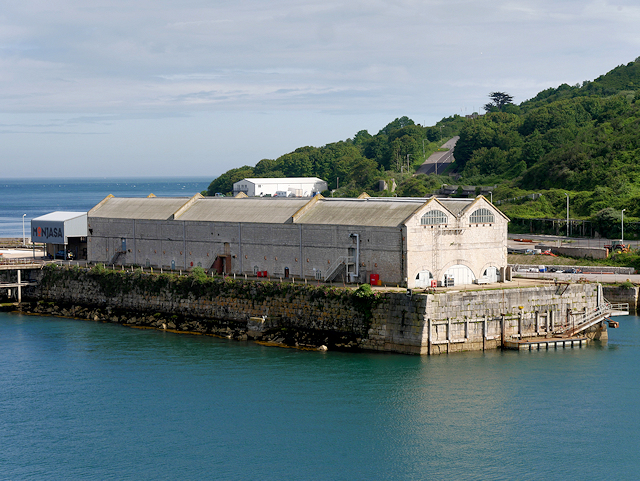
Capannone per il carbone (1856-60) sul frangiflutti interno. Il carbone veniva immagazzinato al primo piano e poi distribuito nei vagoni ferroviari alle navi in attesa ormeggiate lungo il frangiflutti.

Gli impianti di carbone vennero inizialmente integrati nella progettazione del frangiflutti interno. Tra il 1890 e il 1896 venne costruito un nuovo molo di carbone e nel 1906 venivano ancora aggiunti impianti di carbone ampliati. Nel corso del XX secolo il porto è diventato sempre più un deposito di olii navali e, a partire dai primi del 1900 , il torrente di marea del Mere iniziò a essere riempito per un vasto parco serbatoi.

### La base navale
Nel corso del tempo, Portland è stata successivamente la base della Channel e della Home Fleet, nonché parte della Reserve Fleet, e fungeva anche da deposito per sottomarini. Nei primi anni del XX secolo fungeva da base per i primi cacciatorpediniere della Marina.

### Gli impianti dei cantieri navali
Negli anni '50 dell'Ottocento era stato proposto di istituire un arsenale marittimo della Royal Navy completo, con tre bacini di carenaggio, tre cantieri navali, un bacino d'allestimento e relative strutture di fabbrica. Questi piani non vennero realizzati, tuttavia nel 1914 venne introdotto un bacino di carenaggio galleggiante, che consentì a Portland di funzionare come struttura di riparazione e riequipaggiamento, e nel 1914 Portland venne ufficialmente elencata come cantiere navale (rimasto tale fino al 1959). I servizi terrestri includevano una serie di magazzini, officine ed edifici per uffici.

### Gli impianti di supporto
Nel corso del tempo vennero aggiunte anche strutture di supporto per la flotta, tra cui una mensa e un'area ricreativa. Il vicino Royal Naval Hospital di Castletown servì la base navale dal 1904 (in sostituzione di un precedente piccolo ospedale) fino al 1957, quando venne ceduto al NHS.

### Gli impianti di ricerca
Lo sviluppo sia del siluro che del sottomarino portò il porto di Portland a diventare un centro per la ricerca sulla guerra sottomarina, a cominciare dall'istituzione della Torpedo Works di Robert Whitehead a Wyke Regis nel 1891. il porto della fabbrica veniva utilizzato per i test sui siluri e per esercitarsi nel tiro. La fabbrica chiuse nel 1997 e venne sgomberata per far posto a un complesso residenziale chiamato Whitehead Drive, che include una lapide commemorativa e una targa per commemorare la fabbrica.

### Gli impianti d'addestramento
Nel 1862 l'HMS Britannia fu ormeggiata a Portland per servire come nave scuola per gli allievi della marina. Fu sostituita dalla HMS Boscawen nel 1866 (in seguito al trasferimento della Britannia a Dartmouth). La Boscawen fu lei stessa sostituita nel 1873 dalla HMS Trafalgar, che assunse lo stesso nome. Man mano che la Royal Navy cresceva di dimensioni verso la fine del XIX secolo, fu necessario un alloggio aggiuntivo per l'addestramento dei ragazzi, che vide l'arrivo della HMS Minotaur nel 1898 e dell'Agincourt nel 1904; vennero chiamate rispettivamente Boscawen II e Boscawen III. Tutte e tre le navi Boscawen vennero vendute nel 1906.

### Dalla prima alla seconda guerra mondiale (1914-1945)
La crescente minaccia di conflitto con la Germania prima dello scoppio della Grande Guerra vide l'arrivo delle Dreadnought a Portland, mentre gli idrovolanti iniziarono ad operare nei cieli di Portland. Il re Giorgio V osservò le esibizioni aeree dallo yacht reale nel porto nel maggio 1912. Questa occasione vide un biplano dimostrare il primo volo britannico da una nave in movimento e successivamente il re fece il primo viaggio reale in un sottomarino. Nel 1914, la Grand Fleet si riunì a Portland Harbour prima di salpare per Scapa Flow. Come misura contro l'attacco sottomarino, la corazzata HMS Hood venne affondata attraverso l'ingresso sud del porto nel 1914.
Nel 1917 la base di idrovolanti RNAS a Portland venne commissionata come HMS Sarepta. Venne dismessa due anni dopo, ma non prima dell'istituzione sotto il suo comando di una "scuola di ascolto" per aiutare a sviluppare dispositivi di ascolto idrofoni subacquei e altre misure anti-sottomarine, e per addestrare il personale al loro utilizzo. Le sue attività terrestri continuarono, spostandosi da alloggi temporanei a Weymouth ad alloggi a East Weare, appena a sud del cantiere navale. Nel 1924, l'Anti-Submarine School di Portland (essendo stata consolidata con unità simili dalla HMS Vernon e dalla HM Signal School, Portsmouth) venne commissionata come HMS Osprey, diventando un comando costiero indipendente. Le sue strutture includevano laboratori e officine, un grande serbatoio d'acqua per condurre esperimenti e un sito di test costiero per prove ASDIC sul frangiflutti interno (alla fine degli anni '30 oltre 200 civili erano impiegati nell'Unità di ricerca e sviluppo ASDIC (ARDU)) della Osprey.
Dal 1940, il porto subì feroci attacchi aerei tedeschi, con Portland che subì 48 attacchi aerei, in cui vennero sganciate 532 bombe, nel corso della guerra. Nel luglio 1940, la nave antiaerea HMS Foylebank venne attaccata dai bombardieri in picchiata Stuka e affondò nel porto. La seconda delle sole due Victoria Cross assegnate per un'azione nel Regno Unito venne conferita postuma a Jack Foreman Mantle, che morì al suo posto sulla nave. Sebbene ferito a morte, continuò a sparare contro gli aggressori fino alla morte. Mantle è sepolto nel Royal Naval Cemetery di Portland, che si affaccia sul porto. Nel 1940-41 venne costruito il Portland Naval Communication Headquarters, costruito sul fianco della collina nella parte posteriore del cantiere navale.
Il 1º maggio 1944, il porto venne commissionato come USNAAB Portland-Weymouth. Sia Portland che Weymouth furono i principali punti di imbarco per le truppe americane durante il D-Day, in particolare la 1ª Divisione che s'imbarcò per "Omaha Beach" nel giugno 1944. Il re, il primo ministro Churchill e il leader della Francia libera, il gen. de Gaulle, vennero a vedere i grandi preparativi del D-Day a Portland quando l'attività del porto era continua. Dopo la fine della guerra, il ruolo di Portland nella liberazione dell'Europa venne segnato da una cerimonia nell'agosto 1945, quando l'ambasciatore americano John D. Winant scoprì una pietra a Victoria Gardens per commemorare il passaggio dal punto di 418.585 soldati e 144.093 veicoli nel giugno precedente.
Durante la prima e la seconda guerra mondiale, la baia era piena di navi neutrali all'ancora in attesa di essere cercate materiali che potessero essere utili al nemico.

### Il dopoguerra e la chiusura della base navale
Dopo la guerra, nel 1946, dieci cassoni Phoenix del Mulberry Harbour vennero rimorchiati a Portland, otto dei quali vennero successivamente ceduti ai Paesi Bassi per riparare le brecce nelle dighe nel 1953. Le rimanenti due unità ora fungono da frangivento, aiutando le navi ad attraccare al Queen's Pier nel porto.

#### Admiralty Underwater Weapons Establishment
Dopo aver subito danni da bombe, l'ARDU si trasferì a Fairlie per tutta la durata della guerra. Nel 1946, tuttavia, tornò (essendo stato ribattezzato HM Anti-Submarine Experimental Establishment); negli anni successivi il suo quartier generale a Balaclava Bay venne ricostruito e ampliato e venne nuovamente ribattezzato HM Underwater Detection Establishment (HMUDE). Allo stesso tempo, un nuovo quartier generale per l'Admiralty Gunnery Establishment (AGE), che si era trasferito a Portland da Teddington, venne costruito a Southwell tra il 1949 e il 1952; tuttavia, si trasferì nuovamente nel 1959 (a Portsdown Hill), permettendo all'edificio di essere rilevato dall'Admiralty Underwater Weapons Establishment (AUWE), formato dalla fusione di diversi stabilimenti di diverse parti del Regno Unito coinvolti nella ricerca e nello sviluppo di armi subacquee e sistemi di rilevamento (incluso l'HMUDE, che tuttavia rimase nei suoi locali di Balaclava Bay). L'AUWE in seguito divenne famoso per le infiltrazioni di spionaggio, note come Portland Spy Ring.

#### Il cantiere navale di Portland
Nel febbraio 1958 venne annunciato in Parlamento dal Primo lord dell'ammiragliato che il cantiere navale di Portland sarebbe stato chiuso l'anno successivo (sebbene la base navale sarebbe stata mantenuta). A quel tempo, il cantiere navale impiegava "circa 1.600 dipendenti industriali e non industriali". All'interno della stessa dichiarazione dovevano essere chiusi anche il cantiere navale di Sheerness e una serie di altri stabilimenti navali.

#### Flag Officer Sea Training
Come previsto, il Royal Dockyard di Portland chiuse nel 1959, ma la base navale rimase aperta "a sostegno delle istituzioni locali e di navi di Sua Maestà che utilizzano il porto". Dal 1958 , l'occupazione principale della base era il Flag Officer Sea Training, che fu un grande successo, e il porto divenne presto la principale base di lavoro e addestramento al mondo. A parte l'addestramento delle navi della Royal Navy, anche molte navi dei paesi della NATO si addestravano e frequentavano il porto. Parte della task force della guerra delle Falkland salpò da Portland nel 1982. Nel 1984, a Castletown vennero costruiti due grandi blocchi di alloggi, per un totale di 25-30 milioni di sterline, come caserme per il personale della Royal Navy, insieme a un centro sportivo.

#### RNAS Portland
Con l'avvento dell'elicottero e la sua importanza come arma antisommergibile, dopo la seconda guerra mondiale si formò un aeroporto. Nel 1946, gli Hoverfly R-4B iniziarono ad operare dai campi da gioco della base, che vennero trasformati in un terreno di atterraggio. Nel 1959, la RNAS Portland venne ufficialmente fondata come parte della HMS Osprey, ulteriore terreno venne bonificato dal Mere l'anno precedente per fungere da pista ed area di atterraggio e il vecchio edificio della mensa venne adattato per fungere da quartier generale combinato e torre di controllo. Divenne il più grande aeroporto navale per elicotteri d'Europa.

#### La chiusura
Il Ministero della Difesa c a investire continuò ad investire nella HMNB Portland fino alla fine degli anni '80; tuttavia nel 1991 venne annunciata la chiusura sia della base navale che degli stabilimenti di ricerca a Portland come parte dei tagli alla spesa per la difesa dopo la fine della guerra fredda. Lì c'era opposizione alla chiusura da parte dell'economia locale, così come di tutti i ranghi del personale navale, che ritenevano che la costa circostante di Portland fosse perfetta per l'esercizio delle navi. Le operazioni della Royal Navy cessarono il 21 luglio 1995 e il porto venne venduto il 29 marzo 1996. Il FOST venne trasferito a Devonport. In seguito, anche la RNAS Portland chiuse nell'ottobre 1999. Si ritiene che la chiusura combinata di tutti gli stabilimenti con sede a Portland sia costata alla zona 4.500 posti di lavoro, insieme a una perdita di 40 milioni di sterline nell'economia della zona, secondo uno studio condotto per Weymouth e Portland Borough Council nel 1995.

## Il porto attuale
Il porto è il quarto più grande porto artificiale del mondo nel 2016, dopo il porto di Jebel Ali a Dubai, il porto di Ras Laffan in Qatar e il porto di Cherbourg in Francia. I frangiflutti portano a un ristretto ricambio idrico che a sua volta porta a temperature dell'acqua elevate; diverse specie marine abitano il porto oltre i tipici limiti settentrionali del loro areale. Il porto è designato come acqua di molluschi dell'UE e supporta un'importante pesca di molluschi e un ecosistema marino di grande importanza per la biodiversità.
Il porto venne venduto dalla Royal Navy nel 1996, consentendone l'utilizzo sia come centro per gli sport acquatici che come struttura di servizio per la navigazione sulla Manica. Portland Port Ltd, costituita nel dicembre 1994, prese immediatamente possesso del sito e il loro acquisto venne completato il 12 dicembre 1996. L'obiettivo del porto era sviluppare il potenziale di riparazione navale, tempo libero e turismo del porto. Uno dei primi arrivi al nuovo assetto fu una nave prigione, la HM Prison Weare, rimasta in uso fino al 2006. Ribattezzata Jascon 27, la nave lasciò Portland al traino nel 2010, diretta in Nigeria, per essere ristrutturata ed utilizzata come nave ricettiva dell'industria petrolifera.
Il Portland Port Group divenne l'autorità portuale statutaria per il porto di Portland il 1º gennaio 1998, in sostituzione del Queen's Harbour Master. Nel 2004 i cambiamenti portarono la Portland Harbour Authority Ltd a diventare l'autorità portuale statutaria e competente ed il Portland Port Ltd l'operatore portuale. Il porto commerciale si ampliò dalla sua fondazione iniziale; il Britannia Passenger Terminal venne aperto da Sua Altezza Reale il Principe Filippo il 14 luglio 1999. Nell'aprile 2000 venne firmato il contratto per un nuovo molo e l'ormeggio per il bunkeraggio, entrato in servizio nel 2005. Tuttavia, nonostante i rapporti pubblicati nel 1996 rivelassero che Portland Port Ltd era interessato al rinnovamento delle fortificazioni costiere storiche della zona, non venne effettuato alcun tipo di restauro.
Le attività commerciali in acqua includono servizi subacquei specializzati per navi e riparazioni e manutenzione, nonché una stazione di bunkeraggio (rifornimento). Il porto è utilizzato da tutti i tipi di navi, da navi commerciali come rinfuse, petroliere, portacontainer, portauto, d'ispezione e frigo, ecc., a navi militari britanniche e straniere. Le attività commerciali sul terreno della tenuta portuale includono lo stoccaggio di carburante, lo stoccaggio di gas naturale, diverse strutture di ingegneria e uno specialista di molluschi.
Il Portland Harbor Revision Order 2010 prevede la creazione di nuovi posti barca e aree di sosta nel porto al fine di consentire un aumento delle attività commerciali nei prossimi 50 anni. Queste nuove strutture sono state identificate come parte di un piano generale e di una strategia aziendale sviluppata da Portland Port. Lo sviluppo è progettato per aumentare le opportunità di attracco e fornire più terra operativa.
Le quattro aree di sviluppo individuate sono:
- Britannia Terminal Area
- North of Coaling Pier Island
- Camber Quay Development
- Floating Dry Dock Development at Queen's Pier

Il porto vede anche vari scali di navi da crociera che portano i visitatori nell'area del Dorset. Il Britannia Cruise Terminal, aperto nel luglio 1999 e nuovamente ristrutturato nel 2005, ha visto compagnie come Royal Caribbean, Azamara, Club Cruises, Saga e Crystal Cruises usarlo come punto di partenza per escursioni nella più ampia regione del Dorset e oltre. Negli ultimi anni il numero di scali di navi da crociera è aumentato nel porto.
Nel settembre 2022 doveva iniziare un progetto del costo di 26 milioni di sterline per l'aggiornamento di un ormeggio in acque profonde, che doveva essere completato entro maggio 2023.
Nell'aprile 2023, il governo del Regno Unito ha annunciato l'intenzione di ormeggiare la Bibby Stockholm al porto di Portland per ospitare i richiedenti asilo.

## Ricreazione
Il porto è un luogo popolare per windsurf, immersioni in relitto e vela. La Weymouth and Portland National Sailing Academy, che ha ospitato eventi velici nei Giochi Olimpici del 2012, si trova sulla costa sud-occidentale del porto. La Royal Yachting Association aveva espresso interesse a garantire un sito adatto a livello locale per un certo numero di decenni, al fine di sfruttare i vantaggi naturali del porto. Tuttavia l'opportunità non si è sviluppata fino alla fine del XX secolo, con il ritiro della Royal Navy. L'accademia venne fondata come società senza scopo di lucro nel 1999 e originariamente operava da vari edifici e strutture militari in disuso. Nel 2003 l'accademia ha potuto avviare la riqualificazione del sito. Nel 2005 il WPNSA venne selezionato per ospitare gli eventi velici ai Giochi Olimpici e Paralimpici del 2012. Inoltre Osprey Quay divenne un progetto di rigenerazione di 80 acri commissionato dalla South West Regional Development Agency nel 2001. Entro il 2012 Osprey Quay venne trasformato con enormi investimenti, offrendo oltre 11 ettari, per un totale di 60 000 metri quadrati di spazi commerciali.
Nell'ottobre 2007 sono iniziati i lavori per un nuovo porto turistico e una struttura per la nautica da diporto. Circa 250 000 tonnellate di pietra di Portland vennero utilizzate per creare il frangiflutti di 875 m e il relativo terreno bonificato. Questa struttura venne aperta dal Principe Filippo, Duca di Edimburgo nell'aprile 2009 ed è situata direttamente accanto alla National Sailing Academy. Oltre alle solite strutture di acqua dolce, carburante, alimentazione da terra e pompaggio, il porto turistico dispone anche di un bar/ristorante, 15 unità commerciali/commerciali e 5 unità commerciali più grandi.
Oltre alla Hood, ci sono altri relitti intorno al porto:
- all'interno del porto, contro un frangiflutti:
  - Countess of Erme - chiatta 30 metri a nord del Canale delle navi orientale
  - lo Spagnolo - chiatta 50 metri a sud-ovest del Forte di Chequerd
  - un mezzo da sbarco della seconda guerra mondiale e un'unità Bombardon, un dispositivo portuale destinato alle spiagge del D-Day in Normandia, 50 metri a nord-est della curva sud rompe l'acqua
- in acque "aperte" all'interno del porto:
  - un aereo della Royal Navy Sea Vixen - una carcassa di addestramento subacqueo tra Ferrybridge e la base elicottero
  - Himalaya - una nave passeggeri del 1850, che servì per molti anni come nave truppe e in seguito come chiatta carbone o di carburante al centro del porto

## Caratteristiche dei Grade Listed
Il porto e il cantiere navale hanno vari edifici e strutture che sono classificati come Grade Listed.
Il frangiflutti interno, con il suo molo, l'ex negozio di vettovaglie e l'Inner Pierhead Fort, sono classificati di Grado II. Il negozio di vettovaglie venne costruito intorno al 1850. All'estremità sud-ovest di Prince Consort Walk c'è un monumento commemorativo scolpito in pietra per il completamento dei frangiflutti nel 1872. Anche il frangiflutti esterno è classificato di Grado II.
La East Weare Battery venne costruita nel 1860 per proteggere il porto. Oltre a ciò, la sezione 'È della batteria è classificata di Grado II ed è diventata anch'essa un monumento programmato. Una delle strutture difensive più dominanti è il Portland Breakwater Fort, situato su uno dei frangiflutti esterni. È classificato di grado II.
Nel 1993, gli uffici di Dockyard sono diventati Grade II Listed. Alla fine del villaggio di Castletown si trova l'ex stazione di polizia del cantiere navale - anch'essa Grade II Listed. In cima alla Incline Road si trova l'Old Engine Shed, che un tempo serviva la ferrovia inclinata a fune che portava a Castletown attraverso il cantiere navale della Marina che ora è il porto di Portland. Il capannone è classificato di Grado II dal 2001.

## Le difese del frangiflutti
Situate attraverso i quattro bracci frangiflutti di Portland Harbour ci sono varie strutture difensive e monumenti correlati. Molti di questi sono ancora esistenti oggi, tuttavia sono abbandonati e rimangono non aperti al pubblico. Al Breakwater Fort c'è una postazione di mortaio con rubinetto da 29 millimetri della seconda guerra mondiale, un fortino e un posto di osservazione della batteria. Più avanti lungo lo stesso braccio, verso Portland, ci sono due proiettori di artiglieria costiera della seconda guerra mondiale.
Sul frangiflutti nord-est, all'estremità meridionale, proprio di fronte al forte, si trova il Portland Breakwater Lighthouse. Il sito era anche la sede di una batteria costiera, nota come A Pier Head Battery, che venne aperta nel 1901 ed era armata con due cannoni a fuoco rapido (QF) da 12 libbre per la difesa anti-siluro. Nel 1944 vennero costruite postazioni per sostituire i cannoni da 12 libbre con 6 libbre. Sulla testata "A" era situata anche una stazione di siluri della prima guerra mondiale, utilizzando due tubi lanciasiluri da 18 pollici che furono operativi dal 1915 al 1918. Venne rimessa in funzione durante la seconda guerra mondiale. Durante la seconda guerra mondiale un sito di guerra petrolifera composto da quattro lanciafiamme era situato sull'"A" Head. Sopravvive un posto di osservazione della batteria della seconda guerra mondiale.
Sul frangiflutti nord-orientale, all'interno dell'area centrale, si trova una batteria costiera della seconda guerra mondiale con proiettori di artiglieria costiera. Più avanti lungo l'arma c'è una postazione di mortaio con canna da 29 millimetri. All'estremità del frangiflutti nord-orientale, sul lato di Weymouth, si trova il sito della B Pier Head Battery. La batteria costiera venne aperta nel 1901 ed era armata con due cannoni a fuoco rapido (QF) da 12 libbre per la difesa dei siluri. Nel 1913 l'armamento della batteria comprendeva quattro cannoni da 12 libbre e un cannone Mk. VII. La batteria venne dismessa nel 1934. Lo stesso sito ospitava una stazione di siluri della prima guerra mondiale. Inoltre c'è un posto di osservazione della batteria della prima guerra mondiale.
Il frangiflutti all'estremità di Weymouth presenta la batteria C Pier Head sulla punta meridionale. L'arma è nota come Bincleaves Groyne. La batteria venne aperta nel 1901 ed era armata con due cannoni a fuoco rapido (QF) da 12 libbre per la difesa delle navi anti-siluro. Durante la prima guerra mondiale i cannoni da 12 libbre erano stati rimossi e sostituiti con un cannone Mk. VII. Il cannone da 6 pollici venne rimosso nel 1924 e nel 1934 due cannoni da 12 libbre vennero trasferiti di fronte al B Pier Head recentemente dismesso. Nel 1944 vennero costruite postazioni per due cannoni da 6 libbre, ma i cannoni non vennero montati per diversi anni. Alla C Pier Head Battery venne costruito un sito di guerra petrolifera della seconda guerra mondiale. Sul posto c'è una postazione di mortaio con rubinetto da 29 millimetri della seconda guerra mondiale.

## Le difese terrestri
A parte la East Weare Battery e altre costruzioni correlate, ci sono una serie di difese costruite all'interno del cantiere navale del porto e nell'area circostante.
Durante la seconda guerra mondiale una serie di strutture anti-invasione furono collocate a Balaclava Bay, tra cui un ostacolo anti-barca e un campo minato. Un po' più a sud c'è un faro di artiglieria costiera. Un altro faro di artiglieria costiera era situato più a sud di questo. Un certo numero di fortini furono costruiti intorno alla East Weare Battery.
Come parte della difesa dell'HMS Osprey, ora demolita, un fortino "Yarnold Sanger" si trova su Incline Road, costruito durante la guerra fredda. Oltre a questo, ad Upper Osprey si trova un fortino della seconda guerra mondiale, con una possibile postazione di mitragliatrice.